# Ipodoryctes ashmeadii
Ipodoryctes ashmeadii is een insect dat behoort tot de orde vliesvleugeligen (Hymenoptera) en de familie van de schildwespen (Braconidae). De wetenschappelijke naam van de soort werd voor het eerst geldig gepubliceerd door Baker in 1917.